# Christian Schößling
Christian Schößling (* 26. April 1973) ist ein Rechtsanwalt und ehemaliger deutscher Fußballschiedsrichter.

## Leben
Christian Schößling ist von Beruf Rechtsanwalt. Er ist ledig und lebt in Leipzig. Als Fachanwalt für Strafrecht ist er als Rechtsanwalt in einer Anwaltskanzlei in Leipzig tätig.
2005 beriet Schößling anfangs den wegen Spielmanipulation verdächtigten Berliner Schiedsrichter Dominik Marks. Bis Mitte März 2005 war er als Anwalt für Marks tätig, welcher dann das Mandatsverhältnis beendete.
Ende 2019 vertrat er als einer seiner Anwälte Daniel Frahn vor Gericht, welcher gegen die Kündigung durch seinen Verein Chemnitzer FC geklagt hatte und Recht bekam.

## Fußball
Schößling ist seit 1995 DFB-Schiedsrichter für den SSV Markranstädt. Von 1997 bis 2002 und von 2004 bis 2011 leitete er hauptsächlich Spiele der Zweiten Fußball-Bundesliga. Zusätzlich wurde er regelmäßig im DFB-Pokal eingesetzt und mit dem Jahr 2000 auch in den unterschiedlichen Regionalligen, hauptsächlich in der Regionalliga Nord. Ab der Saison 2008/09 leitete er auch Partien in der 3. Liga.
Zum Ende seiner Schiedsrichterkarriere hatte er 295 Partien geleitet und dabei u. a. über 100 Partien der 2. Bundesliga und 15 Partien der 3. Liga gepfiffen.

## Werke
- gemeinsam mit Diethelm Klesczewski: Strafakte. Von der Strafanzeige bis zum Revisionsurteil – mit Repetitorium – Referendarpraxis. Luchterhand-Verlag, 2004, ISBN 3-472-04524-8.
- gemeinsam mit Arndt Sinn: Praxishandbuch zur Verständigung im Strafverfahren. Springer-Verlag, 2017.